# Nerácio Júnio Flaviano
[Nerácio] Júnio Flaviano[a] (fl. 311/312) foi um oficial romano do século IV, ativo no reinado dos imperadores Galério (r. 293–311), Constantino (r. 306–337), Maximino Daia (r. 305–313), Magêncio (r. 306–312), Licínio (r. 308–324).

## Vida

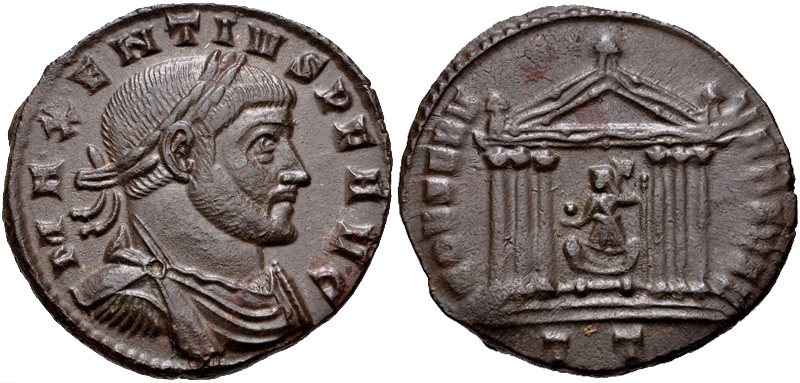
Fólis de Magêncio r.

Flaviano era filho do homem consular Nerácio Galo (fl. 280) e sua esposa Emília Pudencila, neto paterno do legado da Trácia Lúcio Júnio Nerácio Galo Fúlvio Mácer (fl. 260) e bisneto do tribuno militar Lúcio Júnio Aurélio Nerácio Galo Fúlvio Mácer (fl. 230). Ele foi pretor e prefeito urbano de Roma entre 28 de outubro de 311 e 9 de fevereiro de 312. Flaviano casou-se com Vulcácia e teve duas filhas e dois filhos:
- Gala (326), esposa de Flávio Júlio Constâncio;
- Nerácio Cereal;
- Vulcácio Rufino;
- Vulcácia, esposa de Valério Máximo;